# Вільям Генрі Фокс Талбот
Вільям Генрі Фокс Талбот (англ. William Henry Fox Talbot; нар. 11 лютого 1800, Лекок, Вілтшир, Англія — пом. 17 вересня 1877, Лекок, Вілтшир, Англія) — англійський фізик, хімік, винахідник негативно-позитивного процесу у фотографії (калотипія, толботипія).
Займався математикою, ботанікою, кристалографією, розшифровкою клинописних текстів, змінюючи наукові захоплення і відкриваючи в кожній області щось нове. Був обраний членом Королівського астрономічного товариства, Ліннєєвського, Лондонського королівського товариства.

## Біографія
В. Г. Ф. Талбот народився в маєтку свого діда по матері графа Айлчестера. Батьки Талбота були великими землевласниками, сильно розбагатіли під час війни Англії з Францією у 1793—1815 рр. Його батько Вільям Талбот був власником абатства Лакок і кавалерійським офіцером. Він помер, коли його синові було всього 6 місяців. Через кілька років після цього, залишивши хлопчика на піклування своїх батьків, поїхала його мати: вона вдруге вийшла заміж.
Як і личило синові знатного аристократичного роду і майбутньому багатому спадкоємцю, Ф. Талбот здобув чудову освіту. У Гарроу-коледжі, а потім у Триніті-коледжі, де він займався, його улюбленими предметами були математика, фізика, література та класичні мови. Відразу ж після закінчення коледжу Ф. Талбот здійснив тривалу подорож по Італії. Є відомості, що в цю поїздку він взяв з собою камеру-обскуру.

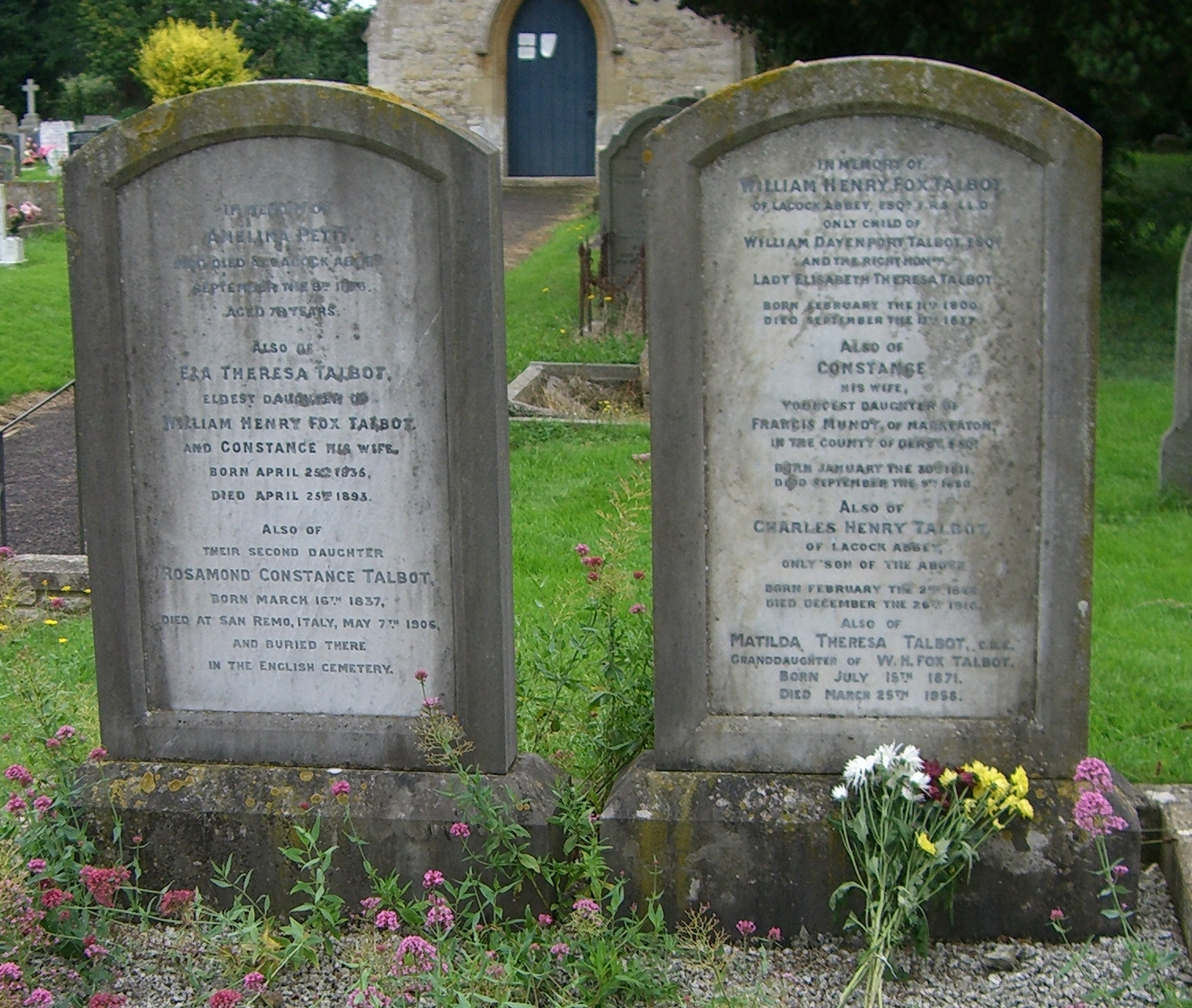
Місце поховання

Після повернення до Англії Ф. Талбот став в 1826 р. власником абатства Лекок. Спочатку він захоплювався політичною діяльністю і вирішив зробити на цьому терені кар'єру. На чергових виборах до парламенту він виставив свою кандидатуру і був обраний в члени парламенту від графства Вілтшир. Талбот залишався членом парламенту до 1834 р. Але ще задовго до цього він вирішив залишити думки про політичну кар'єру і займатися науковими дослідженнями. У 1831 р. Талбот був обраний членом Королівського товариства.
Бувши людиною багатою й незалежною, Талбот багато часу проводив за кордоном, де жваво цікавився досягненнями науки і техніки. Не виключено, що Талбот зайнявся своїми фотографічними дослідами під впливом геліографії Н. Ньєпса. Ще в 1827-му Ньєпс, відвідавши Англію, показував свої знімки Бауеру. Від Бауера про знімки французького винахідника міг дізнатися Талбот і сам захопитися ідеєю закріплення зображення в камері-обскура.
У січні 1834 року, одразу після повернення додому, Талбот взявся за фотографічні досліди та почав досліди з іншими світлочутливими речовинами, підбираючи найпридатніші для наміченої мети.
Помер Вільям Генрі Фокс Талбот у своєму родовому маєтку в абатстві Лекок, де він прожив все своє тривале і цікаве життя.

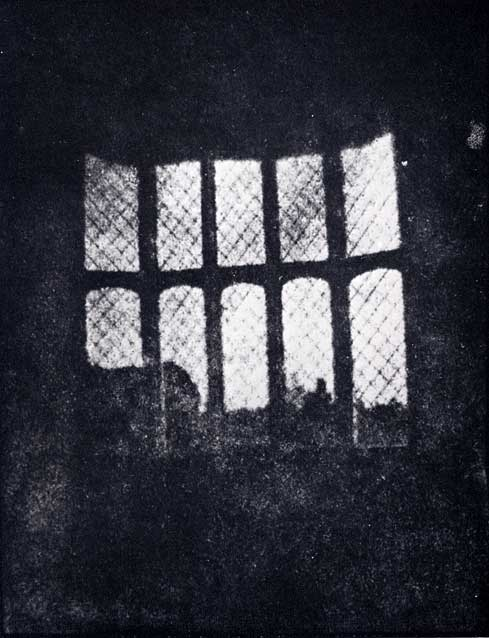
Фотознімок в Лекок. 1835 рік

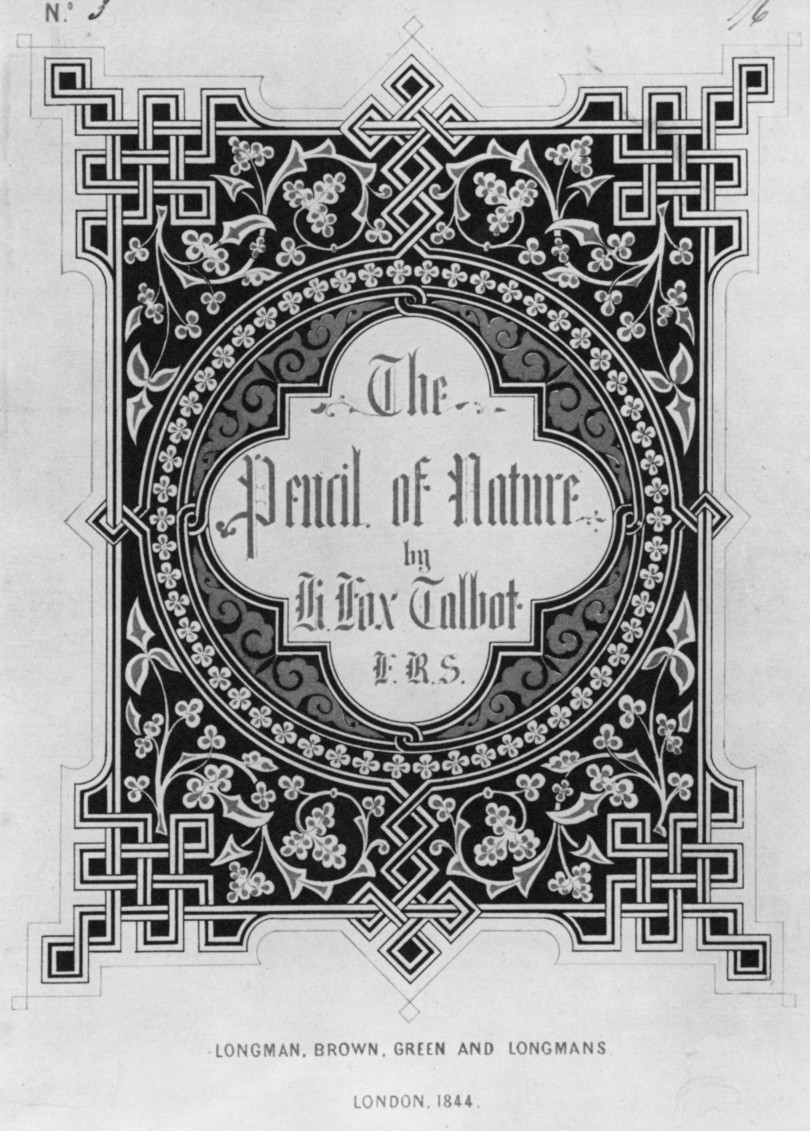
Обкладинка книги «The Pencil of Nature»

## Винайдення фотографії
Працюючи з папером, просоченим нітратом срібла, Талбот переконався в її слабкій світлочутливості. Тоді він став проводити досліди з хлористим сріблом, речовиною більш світлочутливою, ніж нітрат срібла. Папір застосовувався писальний і найвищої якості. На відміну від попередніх дослідів папір спершу просочувалася слабким розчином кухонної солі, надлишки якого стиралися м'якою тканиною, а потім висушувався. І тільки після цього на одну з сторін паперу наносився розчин нітрату срібла. Папір знову висушувалася, цього разу в темряві. Після численних дослідів Талбот прийшов до переконання, що світлочутливість підготовленого таким чином паперу залежить від співвідношення між уживаною кількістю солі і кількістю нітрату срібла. Чим більше солі, тим слабкішою виходила світлочутливість паперу. Отримані зображення Талбот назвав «фотографічними малюнками». Ці «малюнки» були контактними копіями листів рослин, мережив, які накладалися на світлочутливий папір, притискалися зверху прозорим склом і виставлялися під сонячне світло.
Після того, як був знайдений спосіб фіксації зображення, Талбот приступив до фотографічних дослідів. З цією метою він власноруч виготовив з дерев'яного ящика велику камеру-обскуру. Папір спочатку насичувався солями повторним занурюванням в розчини солі та срібла й експонувався відразу ж після цих маніпуляцій у вологому стані. Але цей спосіб не виправдав себе. Його довелося забракувати через те, що витримка тривалістю в одну-дві години давала недоекспоноване зображення без опрацювання тіньових ділянок. Тоді Талбот замовив місцевими майстрами кілька маленьких камер-обскур з полем зображення 2,5 кв. дюйма. У нові апарати Талбот вставив крихітні лінзи з фокусною відстанню в 2 дюйми, які дозволяли отримувати зображення розміром в 1 кв. дюйм. Ці камери, заряджені світлочутливим папером, Талбот розставив навколо свого будинку і після годинної експозиції отримав його мініатюрні негативні зображення.
Вже 25 січня 1839, через 18 днів після виступу Франсуа Араго, Талбот спішно організував в бібліотеці Королівського товариства виставку, на якій він показав всі наявні у нього під рукою знімки. Було там і декілька негативних зображень садиби винахідника з абатства Лакок, зроблених в 1835 р. Виставка привернула увагу преси. Газети дружно хвалили Талбота.
8 лютого 1841 року Талбот взяв англійський патент за № 8842 на калотипний процес і через кілька днів після цього опублікував його.